# アラスデア・マッキンタイア

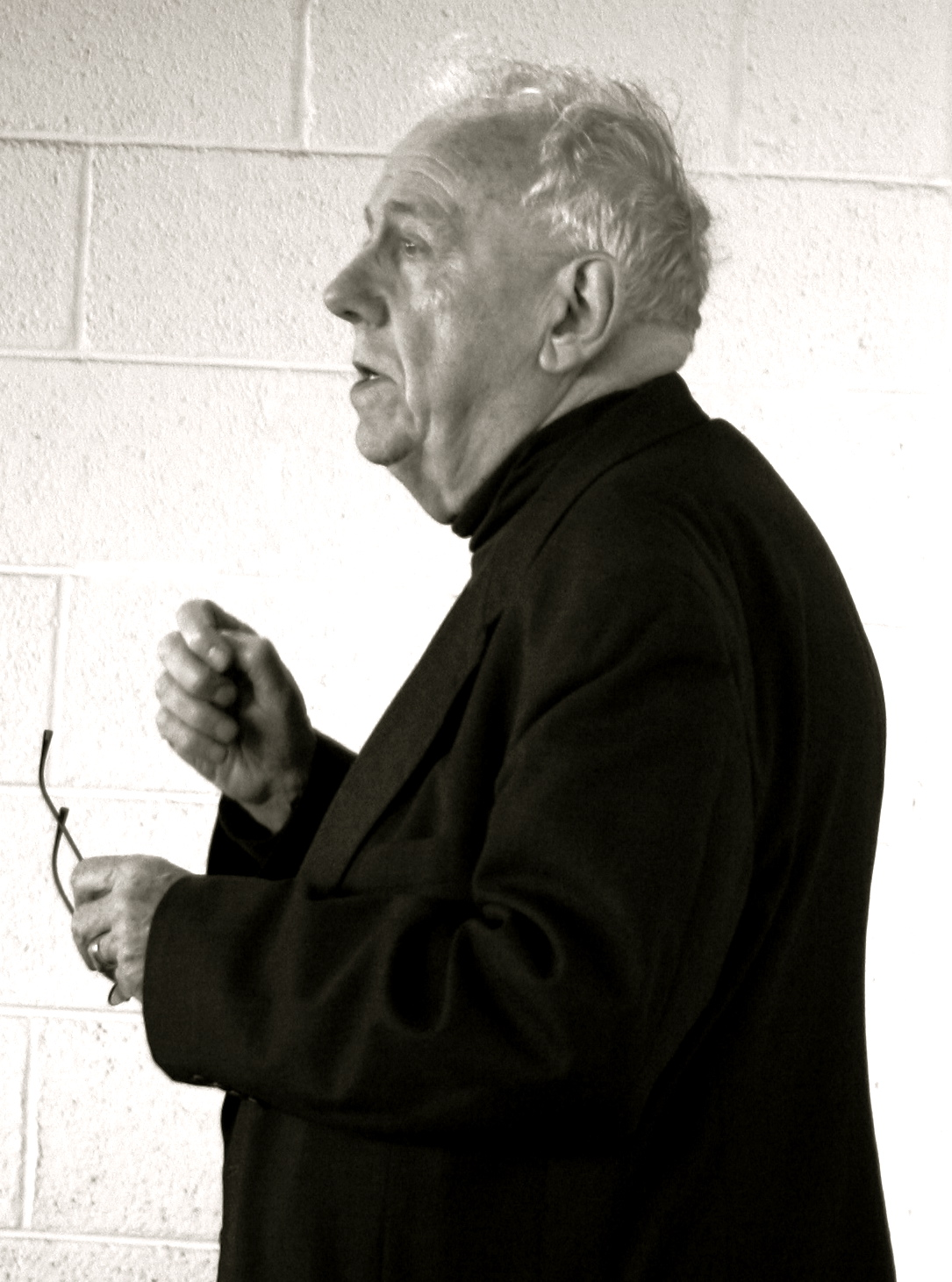
アラスデア・マッキンタイア

アラスデア・マッキンタイア（Alasdair MacIntyre [ˈæləstər ˈmækɪnˌtaɪər]、1929年1月12日 - 2025年5月21日）は、スコットランド・グラスゴー出身の哲学者。ノートルダム大学名誉教授。徳倫理学の主要な唱道者の一人。
同時代の英語圏の哲学者が論理的、分析的、あるいは科学的な基礎から問題に取り組んだのと対照的に、マッキンタイアは論争が絶えない複雑な倫理学や思想史、実践理性、アリストテレス、トマス・アクィナスの思想の諸問題を巧みに整理してシンプルな叙述形式で提示することから、哲学研究者から一般読者に至るまで広く評価されている。
チャールズ・テイラー、マイケル・サンデル、マイケル・ウォルツァーらと共にコミュニタリアニズム（共同体主義）の旗手と目されているが、マッキンタイアも彼らと同様に自身をコミュニタリアンとして規定されることを嫌っており、トマス主義的アリストテレス主義者を自称する。
オックスフォード大学・イェール大学・マンチェスター大学・リーズ大学・エセックス大学・コペンハーゲン大学・オーフス大学・ブランダイス大学・ボストン大学・ウェルズリー大学・ヴァンダービルト大学・ロンドンメトロポリタン大学・デューク大学・プリンストン大学でも教員を務めた。2025年5月21日逝去。翌日訃報が発表された。

## 著書

### 単著
- Marxism: An Interpretation, London: SCM Press, 1953.
- Difficulties in Christian Belief, London: SCM Press, 1959. 
  - 間瀬啓允訳、『宗教言語の哲学的分析――キリスト教的信念の諸困難』（理想社, 1970年）
- A Short History of Ethics, New York: Macmillan, 1966, 2nd Edition, 1998.
  - 深谷昭三訳『西洋倫理学史』（以文社, 1986年）
  - 菅豊彦訳『西洋倫理思想史（上）』（九州大学出版会, 1985年）
  - 井上義彦訳『西洋倫理思想史（下）』（九州大学出版会, 1986年）
- Marxism and Christianity, New York: Schocken Books, 1968.
- Marcuse, London: Fontana, 1970.
  - 金森誠也訳『マルクーゼ』（現代の思想家：新潮社, 1971年）
- Against the Self-Images of the Age: Essays on Ideology and Philosophy, London: Duckworth, 1971.
- After Virtue: A Study in Moral Theory, Notre Dame: University of Notre Dame Press, 1981, 2nd Edition, 1984, 3rd Edition, 2007. 
  - 篠崎榮訳『美徳なき時代』（みすず書房, 1993年、新装版2021年）
- Whose Justice? Which Rationality?, Notre Dame: University of Notre Dame Press, 1988.
- Three Rival Versions of Moral Enquiry: Encyclopaedia, Genealogy, and Tradition, Notre Dame: University of Notre Dame University Press, 1990.
- Dependent Rational Animals: Why Human Beings Need the Virtues, Open Court Publishing Company, 1999.
  - 高島和哉訳『依存的な理性的動物: ヒトにはなぜ徳が必要か』（法政大学出版局, 2018年）

### 編著
- (edited with Antony Flew). New Essays in Philosophical Theology, Lonon: SCM Press, 1955.
- (with Paul Ricoeur). The Religious Significance of Atheism, New York: Columbia University Press, 1969.
- (edited with Stanley Hauerwas). Revisions: Changing Perspectives in Moral Philosophy, Notre Dame: University of Notre Dame Press, 1983.
- (edited by Anthony Rudd and John Davenport, with replies with Philip L. Quinn). Kierkegaard After Macintyre: Essays on Freedom, Narrative, and Virtue, Chicago: Open Court, 2001.